# Orsières
Orsières é uma comuna da Suíça, situada no distrito de Entremont, no cantão de Valais. Tem 165,0 km² de área e sua população em 2018 foi estimada em 3.183 habitantes.